# ウーカシュ・ジガドウォ
ウーカシュ・ジガドウォ（Łukasz Żygadło、1979年8月2日 - ）は、ポーランドの男子バレーボール選手。ポジションはセッター。元バレーボールポーランド男子代表。

## 来歴

### クラブチーム
スレフフ出身。ジュニアのクラブチームを経て、1997年、AZSチェンストホヴァへ入団。1998/99シーズンのポーランドプラスリーガで優勝を果たした。2000/01シーズンのプラスリーガとポーランドカップで準優勝した。2001/02シーズンはエネア・チャルニ・ラドムでプレーした。2002/03シーズンはPGE GiEKスクラ・ベウハトゥフでプレーした。2004/05シーズンはギリシャリーグのパナシナイコス・アテネでプレーしリーグ3位、欧州チャンピオンズリーグでベスト8だった。2005/06シーズンはトルコリーグのハルクバンク・アンカラでプレーしトルコリーグで3位となった。2006/07シーズンはロシアリーグのVC Dynamo-Yantar Kaliningradでプレーした。2007/08シーズンはGrupa Azoty ZAKSAケンジェジン＝コジレと契約しポーランドプラスリーガで6位となった。2008年、イタリアセリエA1のトレンティーノ・バレーへ移籍し4年間在籍した。セリエA1リーグでは優勝1回（2010/11シーズン）、準優勝3回（2008/09、2009/10、2011/12シーズン）を果たした。欧州チャンピオンズリーグでは3連覇に貢献し、2009/10シーズンにはベストセッター賞を受賞した。2010年と2011年の世界クラブ選手権で金メダルを獲得した。2012/13シーズンはロシアリーグのFakel Novy Urengoyでプレーした。2013/14シーズンはゼニト・カザンへ移籍し、ロシアスーパーリーグで優勝、スーパーカップで準優勝した。2014/15シーズンは再びトレンティーノ・バレーと契約し、セリエ1リーグで優勝を、イタリアカップで準優勝した。2015/16シーズンからはイランのSarmayeh Bankでプレーし、在籍した3シーズンすべてでリーグ優勝に貢献した。2018/19シーズンはプラスリーガのストチニア・シュチェチンでプレーした。2019/20シーズンからはカタールのアル・アラビSCと契約し、2020/21シーズンのリーグで3位、アジアクラブ選手権で準優勝した。2021/22シーズンからはカタールSCでプレーしている。

### 代表チーム
2000年、ポーランド代表に初選出され、ワールドリーグでデビュー。2001年、2003年のワールドリーグに出場した。2006年、日本で開催された世界選手権でセカンドセッターとして出場し銀メダルを獲得した。2007年、ワールドリーグで4位となった。2011年に代表へ復帰し同年のワールドリーグで銅メダルを獲得し、同年11月のワールドカップで銀メダルを獲得した。2012年、ロンドン五輪に出場した。

## 球歴
- オリンピック - 2012年
- 世界選手権 - 2006年
- ワールドカップ - 2011年
- 欧州選手権 - 2005年、2007年、2011年、2013年

## 受賞歴
- 2010年 - 欧州チャンピオンズリーグ ベストセッター賞
- 2017年 - アジアクラブ選手権 ベストセッター賞

## 所属クラブ
- AZSチェンストホヴァ（1997-2001年）
- エネア・チャルニ・ラドム（2001-2002年）
- PGE GiEKスクラ・ベウハトゥフ（2002-2003年）
- Płomień Sosnowiec（2003-2004年）
- パナシナイコス・アテネ（2004-2005年）
- ハルクバンク・アンカラ（2005-2006年）
- VC Dynamo-Yantar Kaliningrad（2006-2007年）
- Grupa Azoty ZAKSA Kędzierzyn-Koźle（2007-2008年）
- トレンティーノ・バレー（2008-2012年）
- Fakel Novy Urengoy（2012-2013年）
- ゼニト・カザン（2013-2014年）
- トレンティーノ・バレー（2014-2015年）
- Sarmayeh Bank（2015-2018年）
- ストチニア・シュチェチン（2018-2019年）
- アル・アラビSC（2019-2021年）
- カタールSC（2021-2023年）
- スチーム・ヘマルポル・ノルヴィド・チェンストホヴァ（2024年-）